# Nikolái Tsveliov
Nikolái Nikoláyevich Tsveliov (transliteración del cirílico Никола́й Никола́евич Цвелёв) (Tambov, 31 de enero de 1925 - San Petersburgo, 19 de julio de 2015) (frecuentemente transcrito como Tzvelev, aunque dicha forma no respeta la pronunciación correcta) es un botánico agrostólogo y pteridólogo ruso.
Se ha desempeñado extensamente en el "Instituto Botánico Komarov", de la Academia rusa de las Ciencias.

## Algunas publicaciones
- n.n. Tsveliov. 2007. Vascular Plants of Russia and Adjacent States (the Former USSR). Edición ilustrada de Cambridge Univ. Press, 532 pp. ISBN 0521044839, 9780521044837

- -----------------. 2003. Flora of Russia. Vol. 8. Edición ilustrada de Taylor & Francis, 700 pp. ISBN 9054107588

- -----------------. 2000. Manual de las plantas vasculares del noroeste de Rusia (regiones de Leningrado, Pskov & Novgorod). 781 pp. St. Petersb. State Chemical-Pharmaceutical Academy Press. San Petersburgo (en ruso)

- -----------------. 1989. The system of grasses (Poaceae) and their evolution. Bot. Review, 55: 141—204

- -----------------. 1983. Grasses of the Soviet Union. Amerind, New Delhi, India

- -----------------. 1973. Conspectus specierum tribus Triticeae Dum. familiae Poaceae in Flora URSS. Novosti sistematiki vysshikh rastenij, 10: 19—59

## Honores

### Eponimia
Género
- (Poaceae) Tzvelevia E.B.Alexeev[1]

Especies
- (Asteraceae) Chamomilla tzvelevii (Pobed.) Rauschert[2]

- (Boraginaceae) Heliotropium tzvelevii T.N.Popova[3]

- (Poaceae) Calamagrostis tzvelevii Husseinov[4]

- (Poaceae) Stipa tzveleviana Kotukhov[5]

- (Polygonaceae) Aconogonon tzvelevii Barkalov & Vyschin[6]

- (Scrophulariaceae) Phelipanche tzvelevii Teryokhin[7]

- (Typhaceae) Typha tzvelevii Mavrodiev[8]

- (Violaceae) Viola × tzvelevii Vl.V.Nikitin[9]

- La abreviatura «Tzvelev» se emplea para indicar a Nikolái Tsveliov como autoridad en la descripción y clasificación científica de los vegetales.[10]